# Jean-Baptiste Godart
Jean-Baptiste Godart (Origny, 25 novembre 1775 – 27 luglio 1825) è stato un entomologo francese.
Si interessò alle farfalle fin da giovane e divenne uno stimato entomologo. 
Ricevette da Pierre André Latreille l'incarico di redigere l'articolo su questi insetti nell'Encyclopédie Méthodique.
In seguito realizzò la sua Storia naturale dei lepidotteri o farfalle francesi (Histoire naturelle des lépidoptères ou papillons de France) che iniziò nel 1821 e a cui lavorò fino alla morte. L'opera venne poi proseguita e conclusa da Philogène Auguste Joseph Duponchel.
Studiò, inoltre, alcune specie di farfalle diurne esotiche.